# Gorlaprecotto
Gorlaprecotto fu il nome di un comune vicino a Milano formato nel 1920 dalla fusione di Gorla Primo con il limitrofo comune di Precotto.
La creazione del nuovo comune (che contava circa 6 000 abitanti) intendeva contrastare le proposte di annessione a Milano dell'immediato circondario, che aveva cominciato a concretizzarsi nel 1918 con l'annessione di Turro.
L'aggregazione si dimostrò artificiosa: i due centri abitati erano tra loro separati, ma entrambi dipendevano sempre più dalla vicina Milano. Storicamente inoltre, Gorla condivideva la parrocchia con Turro, non con Precotto.
Dopo poco più di tre anni Gorlaprecotto, insieme ad altri dieci comuni, venne annesso a Milano. Il toponimo fu subito abbandonato, sostituito dai precedenti Gorla e Precotto, ora quartieri.